# Élections législatives de 2022 dans la Haute-Vienne
Les élections législatives françaises de 2022 se déroulent les 12 et 19 juin 2022. Dans la Haute-Vienne, trois députés sont à élire dans le cadre de trois circonscriptions.

## Contexte
Lors du scrutin de 2017, les trois circonscriptions de Haute-Vienne ont été remportées par les candidats de la nouvelle majorité présidentielle. Cependant, durant la mandature, La République en Marche n'obtient pas de succès électoraux significatifs dans le département, connaissant notamment l'échec lors des élections municipales de 2020 à Limoges (élimination au premier tour) ou lors des élections régionales de 2021. L'entrée au gouvernement du député de la 2e circonscription, Jean-Baptiste Djebbari, et son refus de se représenter, marquent l'actualité politique. Son suppléant, Pierre Venteau, renonce également à briguer sa propre succession. Dans la 3e circonscription, Marie-Ange Magne n'est pas réinvestie par la majorité ; elle attribue cette décision à certains choix politiques différents du groupe majoritaire. Seule la députée sortante de la 1re circonscription, Sophie Beaudouin-Hubière, est à nouveau candidate. Le choix des investitures de la majorité macroniste dans les deux autres circonscriptions est critiqué : Shérazade Zaiter (2e), conseillère municipale à Limoges élue avec une liste d'opposition de gauche, et Geoffroy Sardin, perçu comme parachuté, font face à des dissidences (Jean-Luc Bonnet, maire du Vigen face à la première, et Vincent Léonie, élu radical de la majorité à Limoges, face au second).
La gauche, historiquement forte dans le département, nourrit des espoirs de reconquête dans le cadre de la Nouvelle Union populaire écologique et sociale, même si les choix nationaux, qui réservent deux circonscriptions sur trois à La France insoumise, suscitent la déception ou l'irritation des partenaires du PS et du PCF. La droite républicaine, qui a conservé aisément la ville de Limoges aux élections municipales mais a connu l'échec aux élections sénatoriales de 2020 (perte de son unique siège) et aux élections départementales de 2021 (affaiblissement de son groupe face à la majorité de gauche), présente des candidats dans les trois circonscriptions. Le Rassemblement national, en dépit de résultats intermédiaires mitigés, est également présent partout.

### Résultats de l'élection présidentielle de 2022 par circonscription
| Circonscription | 1er tour | 1er tour | 1er tour  |         | 2d tour | 2d tour |
| Circonscription | Macron   | Le Pen   | Mélenchon | Macron  | Le Pen  |         |
| --------------- | -------- | -------- | --------- | ------- | ------- | ------- |
| Circonscription |          |          |           |         |         |         |
| 1re             | 26,61 %  | 21,73 %  | 23,37 %   | 60,55 % | 39,45 % |         |
| 2e              | 26,99 %  | 23,06 %  | 20,02 %   | 57,89 % | 42,11 % |         |
| 3e              | 28,02 %  | 22,41 %  | 20,88 %   | 59,39 % | 40,61 % |         |

## Système électoral
Les élections législatives ont lieu au scrutin uninominal majoritaire à deux tours dans des circonscriptions uninominales.
Est élu au premier tour le candidat qui réunit la majorité absolue des suffrages exprimés et un nombre de voix au moins égal au quart (25 %) des électeurs inscrits dans la circonscription. Si aucun des candidats ne satisfait ces conditions, un second tour est organisé entre les candidats ayant réuni un nombre de voix au moins égal à un huitième des inscrits (12,5 %) ; les deux candidats arrivés en tête du premier tour se maintiennent néanmoins par défaut si un seul ou aucun d'entre eux n'a atteint ce seuil. Au second tour, le candidat arrivé en tête est déclaré élu.
Le seuil de qualification basé sur un pourcentage du total des inscrits et non des suffrages exprimés rend plus difficile l'accès au second tour lorsque l'abstention est élevée. Le système permet en revanche l'accès au second tour de plus de deux candidats si plusieurs d'entre eux franchissent le seuil de 12,5 % des inscrits. Les candidats en lice au second tour peuvent ainsi être trois, un cas de figure appelé « triangulaire ». Les second tours où s'affrontent quatre candidats, appelés « quadrangulaire » sont également possibles, mais beaucoup plus rares.

### Partis et nuances
Les résultats des élections sont publiés en France par le ministère de l'Intérieur, qui classe les partis en leur attribuant des nuances politiques. Ces dernières sont décidées par les préfets, qui les attribuent indifféremment de l'étiquette politique déclarée par les candidats, qui peut être celle d'un parti ou une candidature sans étiquette.
En 2022, seules les coalitions Ensemble (ENS) et Nouvelle Union populaire écologique et sociale (NUP), ainsi que le Parti radical de gauche (RDG), l'Union des démocrates et indépendants (UDI), Les Républicains (LR), le Rassemblement national (RN) et Reconquête (REC) se voient attribuer  une nuance propre,,.
Tous les autres partis se voient attribuer l'une ou l'autre des nuances suivantes : DXG (divers extrême gauche), DVG (divers gauche), ECO (écologiste), REG (régionaliste), DVC (divers centre), DVD (divers droite), DSV (droite souverainiste) et DXD (divers extrême droite). Des partis comme Debout la France ou Lutte ouvrière ne disposent ainsi pas de nuance propre, et leurs résultats nationaux ne sont pas publiés séparément par le ministère, car mélangés avec d'autres partis (respectivement dans les nuances DSV et DXG),.

## Résultats

### Élus
| Circonscription                                 | Député sortant           | Parti | Parti | Député élu ou réélu  | Parti | Parti |
| ----------------------------------------------- | ------------------------ | ----- | ----- | -------------------- | ----- | ----- |
| 1re                                             | Sophie Beaudouin-Hubière |       | LREM  | Damien Maudet        |       | LFI   |
| 2e                                              | Pierre Venteau*          |       | LREM  | Stéphane Delautrette |       | PS    |
| 3e                                              | Marie-Ange Magne*        |       | LREM  | Manon Meunier        |       | LFI   |
| * député sortant ne se représentant pas en 2022 |                          |       |       |                      |       |       |

### Résultats à l'échelle du département

#### Résultats par coalition
| Parti et coalition                                           | Parti et coalition                                           | Parti et coalition                      | Premier tour | Premier tour | Premier tour | Second tour   | Second tour   | Second tour | Total Sièges | +/-           |  |
| Parti et coalition                                           | Parti et coalition                                           | Parti et coalition                      | Voix         | %            | Sièges       | Voix          | %             | Sièges      | Total Sièges | +/-           |  |
| ------------------------------------------------------------ | ------------------------------------------------------------ | --------------------------------------- | ------------ | ------------ | ------------ | ------------- | ------------- | ----------- | ------------ | ------------- |  |
|                                                              |                                                              | La France insoumise (LFI)               | 27 754       | 20,49        | 0            | 40 261        | 33,61         | 2           | 2            | 2             |  |
|                                                              | Parti socialiste (PS)                                        | 18 381                                  | 13,57        | 0            | 26 730       | 22,31         | 1             | 1           | 1            |               |  |
| Total Nouvelle Union populaire écologique et sociale (NUPES) | Total Nouvelle Union populaire écologique et sociale (NUPES) | 46 135                                  | 34,06        | 0            | 66 991       | 55,92         | 3             | 3           | 3            |               |  |
|                                                              |                                                              | La République en marche (LREM)          | 20 291       | 14,98        | 0            | 36 041        | 30,09         | 0           | 0            | 3             |  |
|                                                              | Mouvement démocrate (MoDem)                                  | 7 957                                   | 5,87         | 0            |              |               |               | 0           | Nv           |               |  |
| Total Ensemble (ENS)                                         | Total Ensemble (ENS)                                         | 28 248                                  | 20,86        | 0            | 36 041       | 30,09         | 0             | 0           | 3            |               |  |
|                                                              | Rassemblement national (RN)                                  | Rassemblement national (RN)             | 26 245       | 19,38        | 0            | 16 757        | 13,99         | 0           | 0            | en stagnation |  |
|                                                              |                                                              | Les Républicains (LR)                   | 11 895       | 8,78         | 0            |               |               |             | 0            | en stagnation |  |
| Total Union de la droite et du centre (UDC)                  | Total Union de la droite et du centre (UDC)                  | 11 895                                  | 8,78         | 0            | 0            | en stagnation |               |             |              |               |  |
|                                                              | Dissidents Ensemble                                          | Dissidents Ensemble                     | 6 852        | 5,06         | 0            | 0             | Nv            |             |              |               |  |
|                                                              |                                                              | Reconquête (REC)                        | 3 676        | 2,71         | 0            | 0             | Nv            |             |              |               |  |
|                                                              | Mouvement conservateur (MC)                                  | 1 695                                   | 1,25         | 0            | 0            | Nv            |               |             |              |               |  |
| Total Reconquête et alliés (REC)                             | Total Reconquête et alliés (REC)                             | 5 371                                   | 3,97         | 0            | 0            | Nv            |               |             |              |               |  |
|                                                              |                                                              | Alliance centriste (AC)                 | 3 082        | 2,28         | 0            | 0             | Nv            |             |              |               |  |
| Total Les écologistes avec la majorité présidentielle (ÉMP)  | Total Les écologistes avec la majorité présidentielle (ÉMP)  | 3 082                                   | 2,28         | 0            | 0            | Nv            |               |             |              |               |  |
|                                                              | Lutte ouvrière (LO)                                          | Lutte ouvrière (LO)                     | 2 521        | 1,86         | 0            | 0             | en stagnation |             |              |               |  |
|                                                              |                                                              | Gauche républicaine et socialiste (GRS) | 1 551        | 1,14         | 0            | 0             | Nv            |             |              |               |  |
| Total Fédération de la gauche républicaine (FGR)             | Total Fédération de la gauche républicaine (FGR)             | 1 551                                   | 1,14         | 0            | 0            | Nv            |               |             |              |               |  |
|                                                              |                                                              | Partit occitan (POC)                    | 1 136        | 0,84         | 0            | 0             | en stagnation |             |              |               |  |
| Total Régions et peuples solidaires (R&PS)                   | Total Régions et peuples solidaires (R&PS)                   | 1 136                                   | 0,84         | 0            | 0            | Nv            |               |             |              |               |  |
|                                                              | Parti animaliste (PA)                                        | Parti animaliste (PA)                   | 867          | 0,64         | 0            | 0             | en stagnation |             |              |               |  |
|                                                              | Le Mouvement de la ruralité (LMR)                            | Le Mouvement de la ruralité (LMR)       | 772          | 0,57         | 0            | 0             | Nv            |             |              |               |  |
|                                                              | Autres partis                                                | Autres partis                           | 765          | 0,56         | 0            | 0             | en stagnation |             |              |               |  |
|                                                              |                                                              |                                         |              |              |              |               |               |             |              |               |  |
| Suffrages exprimés                                           | Suffrages exprimés                                           | Suffrages exprimés                      | 135 440      | 95,44        |              | 119 789       | 87,67         |             |              |               |  |
| Votes blancs                                                 | Votes blancs                                                 | Votes blancs                            | 3 598        | 2,55         | 10 353       | 7,58          |               |             |              |               |  |
| Votes nuls                                                   | Votes nuls                                                   | Votes nuls                              | 2 127        | 1,51         | 6 501        | 4,56          |               |             |              |               |  |
| Total                                                        | Total                                                        | Total                                   | 141 165      | 100          | 0            | 136 643       | 100           | 3           | 3            | en stagnation |  |
| Abstentions                                                  | Abstentions                                                  | Abstentions                             | 123 341      | 46,63        |              | 127 901       | 48,35         |             |              |               |  |
| Inscrits/Participation                                       | Inscrits/Participation                                       | Inscrits/Participation                  | 264 506      | 53,37        | 264 544      | 51,65         |               |             |              |               |  |

#### Résultats par nuance
| Nuance                 | Nuance                                         | Nuance                 | Premier tour | Premier tour | Premier tour | Second tour | Second tour   | Second tour | Total Sièges | +/-           |
| Nuance                 | Nuance                                         | Nuance                 | Voix         | %            | Sièges       | Voix        | %             | Sièges      | Total Sièges | +/-           |
| ---------------------- | ---------------------------------------------- | ---------------------- | ------------ | ------------ | ------------ | ----------- | ------------- | ----------- | ------------ | ------------- |
|                        | Nouvelle Union populaire écologique et sociale | NUP                    | 46 135       | 34,06        | 0            | 66 991      | 55,92         | 3           | 3            | 3             |
|                        | Ensemble !                                     | ENS                    | 28 248       | 20,86        | 0            | 36 041      | 30,09         | 0           | 0            | 3             |
|                        | Rassemblement national                         | RN                     | 26 245       | 19,38        | 0            | 16 757      | 13,99         | 0           | 0            | en stagnation |
|                        | Les Républicains                               | LR                     | 11 895       | 8,78         | 0            |             |               |             | 0            | en stagnation |
|                        | Divers centre                                  | DVC                    | 9 934        | 7,33         | 0            | 0           | Nv            |             |              |               |
|                        | Reconquête                                     | REC                    | 5 371        | 3,97         | 0            | 0           | Nv            |             |              |               |
|                        | Divers extrême gauche                          | DXG                    | 2 521        | 1,86         | 0            | 0           | en stagnation |             |              |               |
|                        | Divers gauche                                  | DVG                    | 1 551        | 1,15         | 0            | 0           | en stagnation |             |              |               |
|                        | Divers droite                                  | DVD                    | 1 537        | 1,13         | 0            | 0           | en stagnation |             |              |               |
|                        | Régionalistes                                  | REG                    | 1 136        | 0,84         | 0            | 0           | Nv            |             |              |               |
|                        | Divers                                         | DIV                    | 867          | 0,64         | 0            | 0           | en stagnation |             |              |               |
|                        |                                                |                        |              |              |              |             |               |             |              |               |
| Suffrages exprimés     | Suffrages exprimés                             | Suffrages exprimés     | 135 440      | 95,44        |              | 119 789     | 87,67         |             |              |               |
| Votes blancs           | Votes blancs                                   | Votes blancs           | 3 598        | 2,55         | 10 353       | 7,58        |               |             |              |               |
| Votes nuls             | Votes nuls                                     | Votes nuls             | 2 127        | 1,51         | 6 501        | 4,56        |               |             |              |               |
| Total                  | Total                                          | Total                  | 141 165      | 100          | 0            | 136 643     | 100           | 3           | 3            | en stagnation |
| Abstentions            | Abstentions                                    | Abstentions            | 123 341      | 46,63        |              | 127 901     | 48,35         |             |              |               |
| Inscrits/Participation | Inscrits/Participation                         | Inscrits/Participation | 264 506      | 53,37        | 264 544      | 51,65       |               |             |              |               |

### Cartes

Nuance politique des candidats arrivés en tête dans chaque commune au 1er tour.
Nuance politique des candidats arrivés en tête dans chaque commune au 2e tour.

### Résultats par circonscription

#### Première circonscription
Député sortant : Sophie Beaudouin-Hubière (La République en marche).
| Candidat                 | Candidat                 | Parti et coalition       | Nuance                   | Premier tour | Premier tour | Second tour | Second tour |  |
| Candidat                 | Candidat                 | Parti et coalition       | Nuance                   | Voix         | %            | Voix        | %           |  |
| ------------------------ | ------------------------ | ------------------------ | ------------------------ | ------------ | ------------ | ----------- | ----------- |  |
|                          | Damien Maudet            | LFI (NUPES)              | NUP                      | 14 675       | 34,54        | 20 710      | 53,41       |  |
|                          | Sophie Beaudouin-Hubière | LREM (ENS)               | ENS                      | 11 907       | 28,02        | 18 065      | 46,59       |  |
|                          | Christiane Gédoux        | RN                       | RN                       | 7 884        | 18,55        |             |             |  |
|                          | Jean Valière-Vialeix     | app. LR (UDC)            | LR                       | 3 756        | 8,84         |             |             |  |
|                          | Fabienne Marquet         | REC                      | REC                      | 1 756        | 4,13         |             |             |  |
|                          | Élisabeth Faucon         | LO                       | DXG                      | 880          | 2,07         |             |             |  |
|                          | David Provost            | PA                       | DIV                      | 867          | 2,04         |             |             |  |
|                          | Stéphanie Tambo,         | RPF                      | DVD                      | 765          | 1,80         |             |             |  |
|                          |                          |                          |                          |              |              |             |             |  |
| Votes valides            | Votes valides            | Votes valides            | Votes valides            | 42 490       | 96,05        | 38 775      | 90,12       |  |
| Votes blancs             | Votes blancs             | Votes blancs             | Votes blancs             | 1 114        | 2,52         | 2 439       | 5,67        |  |
| Votes nuls               | Votes nuls               | Votes nuls               | Votes nuls               | 635          | 1,44         | 1 810       | 4,21        |  |
| Total                    | Total                    | Total                    | Total                    | 44 239       | 100          | 43 024      | 100         |  |
| Abstention               | Abstention               | Abstention               | Abstention               | 40 055       | 47,52        | 41 285      | 48,97       |  |
| Inscrits / participation | Inscrits / participation | Inscrits / participation | Inscrits / participation | 84 294       | 52,48        | 84 309      | 51,03       |  |

#### Deuxième circonscription
Député sortant : Pierre Venteau (La République en marche), élu en 2017 comme suppléant de Jean-Baptiste Djebbari (La République en marche).
| Candidat                 | Candidat                 | Parti et coalition       | Nuance                   | Premier tour | Premier tour | Second tour | Second tour |  |
| Candidat                 | Candidat                 | Parti et coalition       | Nuance                   | Voix         | %            | Voix        | %           |  |
| ------------------------ | ------------------------ | ------------------------ | ------------------------ | ------------ | ------------ | ----------- | ----------- |  |
|                          | Stéphane Delautrette     | PS (NUPES)               | NUP                      | 18 381       | 35,58        | 26 730      | 61,47       |  |
|                          | Sabrina Minguet          | RN                       | RN                       | 10 244       | 19,83        | 16 757      | 38,53       |  |
|                          | Shérazade Zaiter         | MoDem (ENS)              | ENS                      | 7 957        | 15,40        |             |             |  |
|                          | Jean-Luc Bonnet          | LREM diss.               | DVC                      | 6 080        | 11,77        |             |             |  |
|                          | Jean-Marie Bost          | LR (UDC)                 | LR                       | 3 962        | 7,67         |             |             |  |
|                          | Gisèle Carré             | REC                      | REC                      | 1 920        | 3,72         |             |             |  |
|                          | Daniel Gendarme          | GRS (FGR)                | DVG                      | 1 551        | 3,00         |             |             |  |
|                          | Claudine Roussie         | LO                       | DXG                      | 962          | 1,86         |             |             |  |
|                          | Cyril Cognéras           | POC (R&PS)               | REG                      | 606          | 1,17         |             |             |  |
|                          |                          |                          |                          |              |              |             |             |  |
| Votes valides            | Votes valides            | Votes valides            | Votes valides            | 51 663       | 96,04        | 43 487      | 84,46       |  |
| Votes blancs             | Votes blancs             | Votes blancs             | Votes blancs             | 1 308        | 2,43         | 5 192       | 10,08       |  |
| Votes nuls               | Votes nuls               | Votes nuls               | Votes nuls               | 825          | 1,53         | 2 811       | 5,46        |  |
| Total                    | Total                    | Total                    | Total                    | 53 796       | 100          | 51 490      | 100         |  |
| Abstention               | Abstention               | Abstention               | Abstention               | 44 371       | 45,20        | 46 695      | 47,56       |  |
| Inscrits / participation | Inscrits / participation | Inscrits / participation | Inscrits / participation | 98 167       | 54,80        | 98 185      | 52,44       |  |

#### Troisième circonscription
Député sortant : Marie-Ange Magne (La République en marche).
| Candidat                 | Candidat                 | Parti et coalition       | Nuance                   | Premier tour | Premier tour | Second tour | Second tour |  |
| Candidat                 | Candidat                 | Parti et coalition       | Nuance                   | Voix         | %            | Voix        | %           |  |
| ------------------------ | ------------------------ | ------------------------ | ------------------------ | ------------ | ------------ | ----------- | ----------- |  |
|                          | Manon Meunier            | LFI (NUPES)              | NUP                      | 13 079       | 31,68        | 19 551      | 52,10       |  |
|                          | Geoffroy Sardin          | LREM (ENS)               | ENS                      | 8 384        | 20,31        | 17 976      | 47,90       |  |
|                          | Albin Freychet           | RN                       | RN                       | 8 117        | 19,66        |             |             |  |
|                          | Gilles Toulza            | LR (UDC)                 | LR                       | 4 177        | 10,12        |             |             |  |
|                          | Vincent Léonie,          | AC (ÉMP)                 | DVC                      | 3 082        | 7,46         |             |             |  |
|                          | Antoine Ardant           | MC                       | REC                      | 1 695        | 4,11         |             |             |  |
|                          | Corinne Brossard         | LMR                      | DVD                      | 772          | 1,87         |             |             |  |
|                          | Nazih Saboune            | LREM diss.               | DVC                      | 772          | 1,87         |             |             |  |
|                          | Daniel Mournetas         | LO                       | DXG                      | 679          | 1,64         |             |             |  |
|                          | Nelly Rassat             | POC (R&PS)               | REG                      | 530          | 1,28         |             |             |  |
|                          |                          |                          |                          |              |              |             |             |  |
| Votes valides            | Votes valides            | Votes valides            | Votes valides            | 41 287       | 95,73        | 37 527      | 89,08       |  |
| Votes blancs             | Votes blancs             | Votes blancs             | Votes blancs             | 1 176        | 2,73         | 2 722       | 6,46        |  |
| Votes nuls               | Votes nuls               | Votes nuls               | Votes nuls               | 667          | 1,55         | 1 880       | 4,46        |  |
| Total                    | Total                    | Total                    | Total                    | 43 130       | 100          | 42 129      | 100         |  |
| Abstention               | Abstention               | Abstention               | Abstention               | 38 915       | 47,43        | 39 921      | 48,65       |  |
| Inscrits / participation | Inscrits / participation | Inscrits / participation | Inscrits / participation | 82 045       | 52,57        | 82 050      | 51,35       |  |

### Analyse
Cinq ans après avoir été éliminée de l'ensemble des circonscriptions du département pour la toute première fois, la gauche effectue son retour et signe un grand chelem. Les insoumis gagnent dans les 1re et 3e circonscriptions, et le parti socialiste dont la Haute-Vienne est un fief électoral historique, remporte la 2e face au Rassemblement national, ce qui constitue aussi un fait inédit, l'extrême-droite n'ayant jusque là jamais atteint le second tour dans le département.
La majorité présidentielle, éliminée dans une circonscription au premier tour, et dans les deux autres au second, perd sa représentation en Haute-Vienne.